# Adam Romboy
Adam Romboy (* 29. November 1893 in Niederembt; † 25. Januar 1972 in Rheydt) war ein deutscher Gewerkschafter und Widerstandskämpfer gegen das NS-Regime.

## Leben und Beruf
Nach dem Besuch der Volksschule erlernte Romboy das Schmiedehandwerk. Später war er auch zeitweise als Schlosser bei der Reichsbahn tätig. 1919 trat er in die SPD ein. Vor allem engagierte er sich aber in der Gewerkschaftsbewegung. Da er bei der Reichsbahn beschäftigt war, organisierte er sich gewerkschaftlich im Einheitsverband der Eisenbahner Deutschlands (EdED). Im EdED übernahm Romboy verschiedene Funktionen. Er war Delegierter auf regionalen und überregionalen Kongressen der Gewerkschaft. Romboy war auch auf kommunalpolitischer Ebene aktiv. Er war Bürgerschaftsvertreter in Gladbach-Rheydt und dort ab 1929 Ratsherr. Außerdem engagierte er sich in der Republikschutzorganisation Reichsbanner Schwarz-Rot-Gold.
Nach der Machtübernahme der Nationalsozialisten wurde Romboy vom 26. Juni bis 4. Juli 1933 in „Schutzhaft“ im Polizeigefängnis Gladbach genommen. Als bekannter Regimegegner wurde er bei der Reichsbahn wegen „politischer Unzuverlässigkeit“ entlassen. Romboy engagierte sich im Widerstand gegen den Nationalsozialismus. Er war hauptsächlich in der Widerstandsgruppe der Brotfabrik Germania aktiv. Zudem war er im gewerkschaftlichen Widerstand aktiv. Für den illegalen EdED arbeitete er unter anderem mit Hans Jahn zusammen.
Ende Mai 1935 nahm ihn die Gestapo fest. Romboy wurde verhört und kam in Untersuchungshaft, die er in verschiedenen Gefängnissen verbrachte. Am 10. Dezember 1936 verurteilte ihn der Volksgerichtshof wegen „Vorbereitung zum Hochverrat“ zu fünf Jahren Haftstrafe, die er im Zuchthaus verbüßen musste.
Nach dem Ende des Nationalsozialismus wurde Romboy 1945 zum Bürgermeister von Rheindahlen (heute Teil von Mönchengladbach) zunächst berufen. Dieses Amt hatte er auch nach den Wahlen bis 1949 inne. Danach übernahm er die Leitung der städtischen Bäderbetriebe. 1958 wurde Romboy pensioniert. Ab 1961 war Romboy Stadtrat in Mönchengladbach. Zugleich war er Vorstandsmitglied der lokalen Arbeiterwohlfahrt und Zweiter Vorsitzender der SPD in Mönchengladbach.

## Würdigung
- Romboy verstarb in einem Seniorenheim der Arbeiterwohlfahrt in Mönchengladbach. Seit 1975 trägt das Seniorenheim seinen Namen.
- In Mönchengladbach wurde eine Straße nach Adam Romboy benannt.